# Частна търговска гимназия (Варна)
Частна търговска гимназия е частно средно училище в град Варна, район Одесос, ул. „Преспа“ №1. Оновано е през 1995 година. Директор на училището е Светла Панева.

## Условия
Гимназията предлага:
- творческа и безопасна учебна среда и работа в класове по 10 души.
- подготовка на квалифицирани, езиково разкрепостени бъдещи специалисти по икономика, мениджмънт, счетоводство, банково и застрахователно дело.
- общообразователната подготовка на второ образователно равнище, в съответствие с бъдещата реализация на учениците.
- езиковата подготовка по немски и английски език, а след трети гимназиален клас – френски, италиански и испански език по избор. Знанията се удостоверяват с международни сертификати.
- езикови практикуми в реномирани европейски колежи.